# Ted Patton
Edward „Ted“ Bickford Patton (* 18. Februar 1966 in New York City) ist ein ehemaliger Ruderer, der 1987 Weltmeister mit dem Achter war.

## Karriere
Der 2,03 m große Patton ruderte an der Brown University und schaffte schnell den Sprung in die Nationalmannschaft der Vereinigten Staaten. 1987 startete der US-Achter bei den Weltmeisterschaften in Nottingham in der Besetzung Michael Teti, Jon Smith, Ted Patton, Michael Still, Peter Nordell, Jeffrey McLaughlin, Douglas Burden, John Pescatore und Steuermann Seth Bauer. Der US-Achter gewann das Finale mit drei Sekunden Vorsprung auf das Boot aus der DDR, dahinter erhielten die Italiener Bronze. Das Boot aus der Bundesrepublik Deutschland belegte den sechsten Platz. Im Jahr darauf siegte bei den Olympischen Spielen 1988 in Seoul der Deutschland-Achter mit fast zwei Sekunden Vorsprung auf das Boot aus der Sowjetunion. Der US-Achter gewann mit 25 Hundertstelsekunden Rückstand auf das Boot aus der UdSSR die Bronzemedaille, wobei gegenüber dem Vorjahr nur John Rusher für Michael Still ins Boot gerückt war.
Nach seiner Graduierung wechselte Patton an die Northwestern University und machte dort seinen MBA. Danach war er in verschiedenen Software-Firmen tätig und an verschiedenen Zusammenschlüssen unter der Federführung von Goldman Sachs beteiligt. Später gründete er seine eigene Firma Hastings Equity Partners als Finanzdienstleister. Im Non-Profit-Sektor gründete er Caring from a Distance.